# Еглен (Горњопровансалски Алпи)
Еглен (фр. Aiglun) насеље је и општина у југоисточној Француској у региону Прованса-Алпи-Азурна обала, у департману Горњопровансалски Алпи која припада префектури Дињ ле Бен.
По подацима из 2011. године у општини је живело 1314 становника, а густина насељености је износила 88,25 становника/km². Општина се простире на површини од 14,89 km². Налази се на средњој надморској висини од 700 метара (максималној 900 m, а минималној 507 m).

## Демографија
| 1962. | 1968. | 1975. | 1982. | 1990. | 1999. | 2011. |
| ----- | ----- | ----- | ----- | ----- | ----- | ----- |
| 162   | 174   | 371   | 713   | 1.011 | 1.038 | 1.314 |

График промене броја становника у току последњих година